# Parornix persicella
Parornix persicella là một loài bướm đêm thuộc họ Gracillariidae. Nó được tìm thấy ở phần trung châm châu Á của Nga, Iran, Kazakhstan, Tajikistan, Turkmenistan và Uzbekistan.
Ấu trùng ăn Amygdalus và Persica species. Chúng có thể ăn lá nơi chúng làm tổ.